# سازمان زندان‌های مالزی
سازمان زندان‌های مالزی (به انگلیسی: Malaysian Prison Department) (مالایی: Jabatan Penjara Malaysia) سازمانی است که تحت نظارت وزیر امور داخلی مالزی بوده و مسئولیت نگهداری بزهکارانی را که توسط دادگاه گناهکار شناخته شده‌اند بر عهده دارد. از این زندان‌ها همچنین به عنوان مکانی برای بازداشت موقت و مؤسسات بازپروری استفاده می‌شود.
اداره مرکزی این سازمان در مجتمع زندان مالزی (مالایی: Kompleks Penjara Kajang) در شهر کجانگ، ایالت سلانگور در کلانگ والی قرار دارد.